# LAG Podralsko
LAG Podralsko (Místní akční skupina)
LAG Podralsko z. s. vznikla jako občanské sdružení podle zákona č. 83/1990 Sb., o sdružování občanů realizující v oblasti své působnosti mezisektorové partnerství zástupců podnikatelského sektoru, veřejné správy a neziskového sektoru dne 31. května 2004. Vznik inicioval Mikroregion Podralsko. Obce, neziskové organizace a podnikatelé tohoto regionu patřili také mezi zakládající členy LAG Podralsko. 
Hlavním cílem spolku je celkový rozvoj regionu, především na principech iniciativy Evropské unie LEADER. LEADER je společná iniciativa Evropské unie zaměřená k posílení venkovského prostoru.
Území LAG Podralsko v letech 2005 – 2009 odpovídalo jádru Mikroregionu Podralsko. 
Do územní působnosti se ale postupně připojily svazky obcí Peklo a Máchův kraj, některé z obcí těchto svazků jsou rovněž členy Mikroregionu Podralsko. 
Do dalšího programového období 2014 – 2020 vstupuje MAS opět s rozšířenou územní působností o další obce z Novoborska a dvě obce ze Středočeského kraje. Celkový počet obcí je v současné době 62. Od 24. dubna 2014 je LAG Podralsko zapsaným spolkem (LAG Podralsko z.s.) v souladu s novým Občanským zákoníkem. Členů LAG Podralsko z.s. je 54, z čehož 48,15 % tvoří veřejný sektor a 51,86 % tvoří soukromý sektor. Členská základna je rozdělena do tří zájmových skupin, z čehož Rozvoj venkova tvoří 42,60 %, Spolkový život tvoří 25,93 % a Podnikání tvoří 31,49%.

## Územní působnost a členská základna
- Do dalšího programového období 2014 – 2020 vstupuje MAS opět s rozšířenou územní působností o další obce z Novoborska a dvě obce ze Středočeského kraje. Celkový počet obcí je v současné době 62. Od 24. dubna 2014 je LAG Podralsko zapsaným spolkem (LAG Podralsko z.s.) v souladu s novým Občanským zákoníkem. Členů LAG Podralsko z.s. je 54, z čehož 48,15 % tvoří veřejný sektor a 51,86 % tvoří soukromý sektor. Členská základna je rozdělena do tří zájmových skupin, z čehož Rozvoj venkova tvoří 42,60 %, Spolkový život tvoří 25,93 % a Podnikání tvoří 31,49%

## Orgány LAG
- Představenstvo – 6 členů
- Výběrová komise – 5 členů
- Revizní komise – 3 členové

Hlavním sídlem LAGu je nyní kancelář v obci Zahrádky na Českolipsku, adresa Zahrádky 130, 471 01 Zahrádky

## Program činnosti
Sdružení formou spolupráce svých členů i s dalšími organizacemi usiluje o všestranný rozvoj regionu. Řídí se zejména svými závaznými dokumenty, Stanovami a Statutem. Vyhlašuje pro své členy tzv. Výzvy s několika termínovanými koly, které jsou zadáním dílčího programu vč. záměru jeho financování.
LAG má své webové stránky, vydává 1-2x ročně Zpravodaj, zpracovává a uveřejňuje zápisy z jednání, výroční zprávy a řadu dalších dokumentů.